# Ba.
ba. — литовський рок-гурт, заснований 2012 року Бенасом Александравічусом у Вільнюсі.

## Історія
Гурт було засновано як сольний проєкт Бенаса Александравічюса. Прорив відбувся у 2013 році з кліпом «Tai ne žmogus». Після цього вийшли мініальбоми Raktas (2013) і Namai (2014). Дебютний альбом Rasti/Pasiklysti (2015) протримався понад пів року в топ-40 литовських чартів і був сертифікований як золотий за понад 2500 одиниць продажу за даними AGATA.
Другий альбом H8 (2019) очолив чарт Albums Top 100, 8 з 10 треків потрапили в синґл-чарти, два — у топ-40. Альбом провів понад 90 тижнів у чартах і був сертифікований як платиновий за понад 4000 проданих копій.
У 2020 році гурт провів серію акустичних концертів у гроті музею сучасного мистецтва MO Museum у Вільнюсі, після чого вийшов LP Unplugged.
У 2022 році гурт відзначив 10-річчя великим концертом у парку Вінґіс, який став основою документального фільму від Telia Play. Того ж року їхній четвертий альбом Nauto був сертифікований платиновим.
ba. здобули вісім нагород на премії M.A.M.A. awards — головній музичній церемонії Литви, а також низку номінацій.
У 2024 році до складу приєднався Матас Бержінскас (гітара, саксофон, клавішні, синтезатор).

## Склад
- Бенас Александравічус (Benas Aleksandravičius)
- Сімонас Мотіеюнас (Simonas Motiejūnas)
- Домінікас Бабікас (Dominykas Babikas)
- Нікіта Войтов (Nikita Voitov)

## Дискографія
Студійні альбоми
- Rasti / Pasiklysti (2015)
- H9 (2019)
- NAUTO (2022)
- TURTAS (2024)

Міні-альбоми
- Raktas EP (2013)
- Namai EP (2014)
- Saulėsužtemimas EP (2016)
- Garsiai mąstau EP (2017)

Синґли
- Pati Kalta (2017)
- Paprastu Instinktu Gyvenu (2017)
- Randai = Veiksmai (2018)
- Hirudinea (2019)
- Iliuzija (2019)
- Išnara (2019)
- Trenk (2020)
- PP (2021)
- Vitrina (2021)
- Šokis (2022)